# 章鋆
章鋆（1820年—1875年），字酡芝，號采南。浙江寧波市鄞縣（今屬寧波市）人。清朝狀元，历官翰林院修撰。四川、安徽、江西、福建等地学政 ，仕至国子监祭酒，诰授资政大夫（正二品）。 为人勤勉醇厚，颇著时誉。自咸丰壬子科章鋆大魁天下后，直至清末废科举，再也没有宁波士子在廷试中独占鳌头。所以章鋆是宁波历史上的最后一名状元。

## 生平
生于嘉庆二十五年（1820年），道光二十四年甲辰科举人，咸丰二年（1852年）考中一甲第一名進士（狀元），時年僅29歲。授翰林院修撰。後累官至國子監祭酒。工詩文。光緒元年（1875年）卒。

## 状元卷
其“状元卷”被重新发现，为重要科举文物。章状元卷为馆阁体奏折式刻印件，“封面为黄色，内页为白宣纸刊印，版框与格均浅红色。每半页横16厘米，高29.5厘米，内版框为12.2×26.5厘米，半页6行，有浅红竖条格。皇帝策问版框为10×19.5厘米，周围印有套色浅红色龙，上下各二，两边各一，每半页5行，每行15字，顶额一行为18字；答卷则每行22字，应抬头到顶写则24字，其格式之严谨，文章之缜密，书写之工整，均无可挑剔。此件可能仿其原大而刻印，第一页印有朱红字，“钦定第一甲第一名”八字。”

## 成就
章鋆工诗文, 书法精于楷行。其书法用笔爽利，点画瘦劲清秀，结字精巧，方峭与圆畅水乳交融，骨格俊朗，风神儒雅，意态秀逸清丽，富书卷气。书法存世不多，颇具收藏价值。

## 著作
- 《蜀儒学则》
- 《望云山馆诗文稿》
- 《治平宝鉴》

## 外部連結
- 河北发现清代状元章鋆、探花刘世安试卷 （页面存档备份，存于） 燕趙都市報

| 官衔          | 官衔                                                 | 官衔          |
| ------------- | ---------------------------------------------------- | ------------- |
| 前任： 厲恩官 | 提督福建學政 同治二年正月初九丙辰（1863年2月26日）任 | 繼任： 曹秉濬 |